# Uczenie się

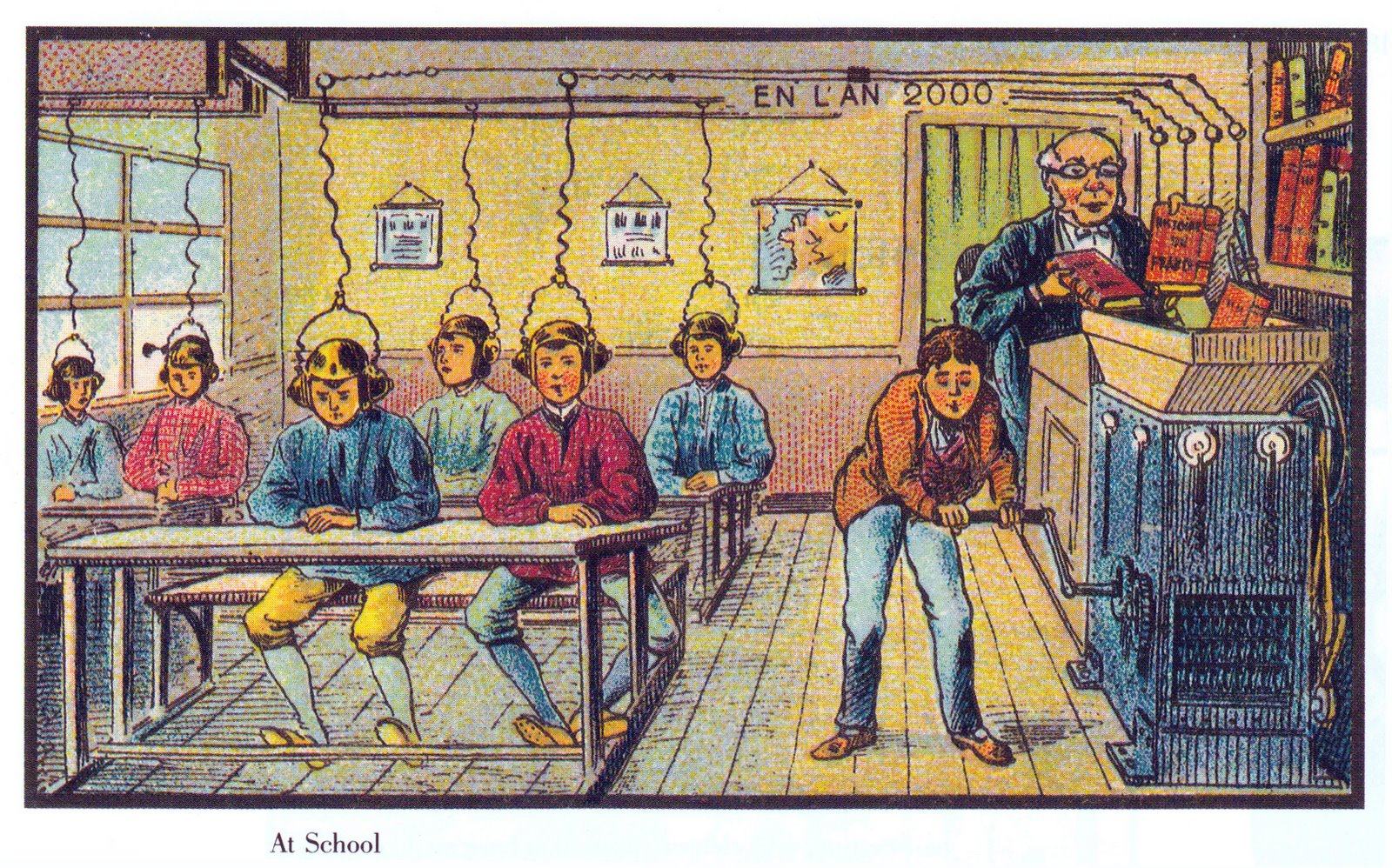
Tak francuski artysta z początków XX w. wyobrażał sobie naukę w szkole XXI wieku.

Uczenie się – proces poznawczy prowadzący do modyfikacji zachowania osobnika pod wpływem doświadczeń co zwykle zwiększa przystosowanie osobnika do otoczenia.
Zdolność uczenia się w różnym zakresie posiadają zwierzęta, ludzie, grupy ludzi, a także komputery.
Dlatego też uczenie się może być świadome i nieświadome.
Procesami uczenia się człowieka zajmuje się psychologia. Pojęcie to używane jest także w „teorii uczenia się” – zobacz behawioryzm.
Uczenie się można rozpatrywać jako czynność (pojedynczą, krótkotrwałą) lub jako zbiór czynności podobnych lub równoległych, długotrwałych.
O tym czy dana czynność lub proces zachodzi wnioskujemy na podstawie zaobserwowanych zmian – uczenie więc jest procesem nabywania doświadczeń wyrażające się modyfikacją zachowania.
Uczenie się może mieć charakter zamierzony jak i niezamierzony.
W pedagogice uczenie się odnoszone jest do czynności ucznia. Efekty uczenia się zależne są między innymi od pamięci, koncentracji uwagi, motywacji, zainteresowań, zdolności. Efektem uczenia się jest nabycie określonej wiedzy lub umiejętności.

## Sposoby uczenia się
- uczenie pamięciowe – jego celem jest zapamiętanie układów wiadomości lub czynności tak, by można je było powtarzać w sposób bezbłędny – podstawowa czynność to powtórzenia; odnoszą się do tego trzy prawa:
  - postawa czynna powoduje lepsze efekty niż postawa bierna,
  - zapamiętanie początku i końca materiału wymaga mniej powtórzeń niż zapamiętanie środka,
  - czas potrzebny do wyuczenia się określonego materiału jest wprost proporcjonalny do kwadratu długości szeregu.
- uczenie się przez rozwiązywanie problemów – gdy podmiot spotyka się z sytuacją nową, trudną, gdy zadanie nie może być rozwiązane przy pomocy posiadanej wiedzy. Uczeń informacje musi sam wytworzyć.
- uczenie się przez próby i błędy – wtedy, gdy podmiot znajduje się w jakiejś nowej sytuacji, rozpatruje nowy układ zależności, po to by lepiej przystosować się do życia. Jest to nieekonomiczny sposób uczenia się, stosowany tam gdzie zawodzą inne. Podstawowe prawo odnoszące się do tej formy uczenia się to prawo efektu Thorndike: wśród wielu wykonywanych czynności, najsilniej utrwalają się te, po których następuje efekt w postaci nagrody.
- uczenie się przez wgląd (zrozumienie) – odkrywanie organizacji materiału, nadawanie mu jakiejś struktury. Chodzi o wniknięcie w istotę rzeczy, zobaczenie powiązań między elementami, wniknięcie w terminy wchodzące w zakres działania.
- uczenie się sensoryczne – polega na wytwarzaniu odruchów warunkowych.
- uczenie się przez naśladownictwo.
- uczenie się uboczne (mimowolne) – następuje przy okazji wykonywania jakichś czynności.
- uczenie się poprzez zabawę – uczestnicząc w grach, konkursach, turniejach, ale także oglądając takie programy przyswajamy najczęściej wiedzę i umiejętności praktyczne, przydatne w codziennym życiu. Ta forma uczenia się jest charakterystyczna dla programów edukacji rozrywkowej.

## Uczenie się w relaksie
Doświadczenia programów edukacji rozrywkowej wskazują, że skuteczność uczenia się jest również wysoka, gdy wykorzystujemy programy rozrywkowe do przekazania określonych treści o charakterze edukacyjnym. W ten sposób na świecie od dawna wykorzystuje się na przykład seriale i opery mydlane do promocji zasad ochrony i profilaktyki zdrowia. Dzieje się tak dlatego, że umysł ludzki relaksuje się („wyłączamy się”) przy oglądaniu rozrywki, ale także chłonie przekazywane w programie treści, zwłaszcza wzorce postępowania i wiedzę.
Poznaniem procesów neurologicznych zachodzących podczas uczenia się i wykorzystaniem ich w edukacji zajmuje się neuroedukacja.